# علوم اعصاب دین

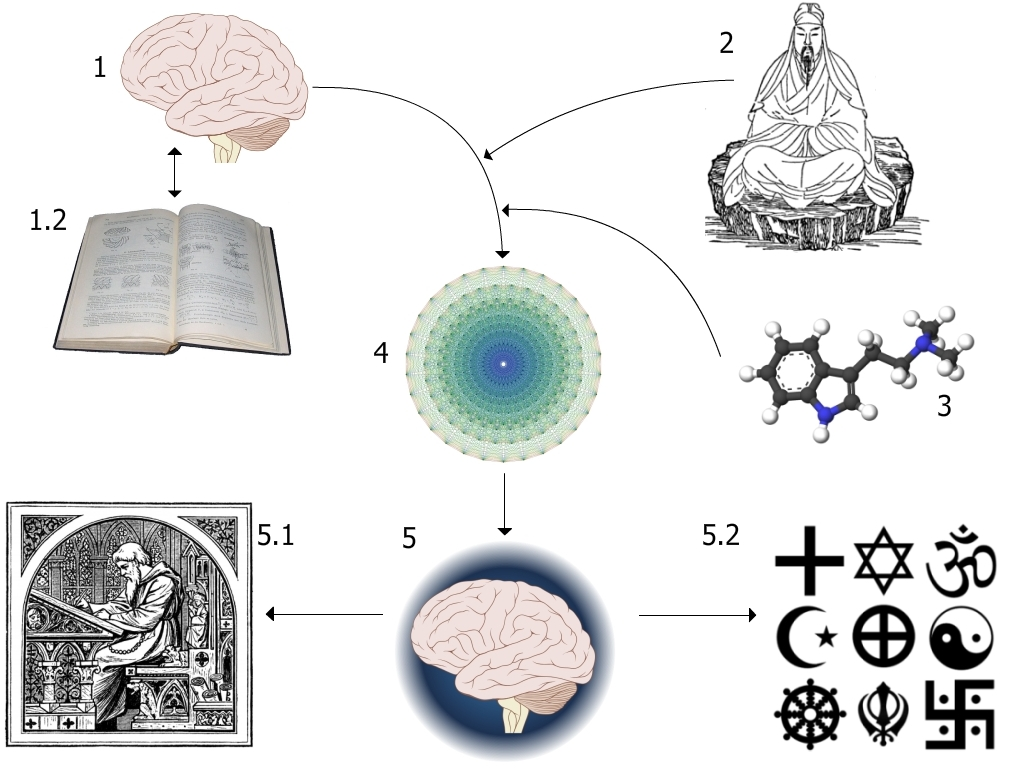
نحوه کار علوم اعصاب دین

علوم اعصاب دین، همچنین به عنوان نوروتئولوژی (به انگلیسی: neurotheology) و به عنوان علوم اعصاب معنوی، الهیات عصب‌شناسی یا عصب‌شناسی الهیات شناخته شده‌است که تلاشی برای توضیح تجربه و رفتار دینی با ابزار عصب‌شناسی است. این مطالعه همبستگی پدیده‌های عصبی با تجربیات ذهنی معنویت و فرضیه‌هایی برای توضیح این پدیده است. این علم با روانشناسی دین که مسائل ذهنی و نه اعصاب را مطالعه می‌کند تفاوت دارد. این رشته همچنین با علوم شناختی دین نیز متفاوت است، اگرچه حوزه‌های مطالعاتی بسیار نزدیک به هم و گاهی مشترک دارند.
طرفداران علوم اعصاب دینی می‌گویند که مبنای عصبی و تکاملی برای تجربیات ذهنی که به طور سنتی به عنوان مسائل روحانی یا مذهبی دسته‌بندی می‌شوند وجود دارد. این زمینه، اساس چندین کتاب علمی محبوب بوده، و انتقاداتی را نیز از سوی روانشناسان دریافت کرده‌است.
نوروتئولوژی واژه جدیدی است که توصیف مطالعه علمی ارتباطات عصبی اعتقادات مذهبی و تجارب معنوی است. محققان دیگر ترجیح می‌دهند عباراتی مانند «علوم اعصاب معنوی» یا «علوم اعصاب دین» را استفاده کنند. محققان در این زمینه تلاش می‌کنند توضیحاتی عصب پایه برای تجارب مذهبی ارائه کنند. مثال‌هایی از این تجربیات:
- تجربه‌های معنوی
- یگانگی با جهان
- خلسه
- روشنگری ناگهانی[۱۰]

## اصطلاحات
اولدوس هاکسلی برای نخستین بار در رمان جزیره از اصطلاح نوروتئولوژی استفاده کرد. این رشته علوم عصبی شناختی تجربه مذهبی و معنویت را مطالعه می‌کند. این اصطلاح گاهی در زمینه‌های کمتر علمی یا فلسفی استفاده می‌شود. بعضی از این موارد، با توجه به جریان اصلی جامعه علمی، واجد شرایط بودن شبه علم هستند.  هاکسلی عمدتاً آن را در زمینه ای فلسفی استفاده کرده‌است.
در حال حاضر استفاده از اصطلاح نوروتئولوژی در کارهای علمی منتشر شده، غیر معمول است. جستجو روی سرویس نمایه سازی اسناد، ارائه شده توسط موسسه اطلاعات علمی، پنج مقاله را ارائه می دهد. سه مورد از اینها در مجله Zygon: Journal of Religion & Science منتشر شده است.در حالی که دو نسخه در American Behavioral Scientist منتشر شده است. با این حال، کار بر روی پایه های عصبی معنویت، به طور پراکنده در طول قرن بیستم رخ داده است.